# Campeonato Mundial de Halterofilismo de 1973
O 47º Campeonato Mundial de Halterofilismo foi realizado em Havana, Cuba, de 15 a 23 de setembro de 1973. Participaram 189 homens de 39 nações nessa competição, divididos em nove categorias de peso. Esse foi o primeiro campeonato realizado depois da eliminação do desenvolvimento militar (en:clean and press) da competição. 

## Quadro de resultados
| Evento    | Ouro               | Ouro        | Prata              | Prata    | Bronze               | Bronze   |
| 52 kg     | 52 kg              | 52 kg       | 52 kg              | 52 kg    | 52 kg                | 52 kg    |
| --------- | ------------------ | ----------- | ------------------ | -------- | -------------------- | -------- |
| Arranque  | Takeshi Horikoshi  | 102,5 kg    | Zygmunt Smalcerz   | 100,0 kg | Ion Hortopan         | 100,0 kg |
| Arremesso | Mohammad Nassiri   | 140,0 kg RM | Lajos Szűcs        | 132,5 kg | Zygmunt Smalcerz     | 127,5 kg |
| Total     | Mohammad Nassiri   | 240,0 kg RM | Lajos Szűcs        | 230,0 kg | Zygmunt Smalcerz     | 227,5 kg |
| 56 kg     |                    |             |                    |          |                      |          |
| Arranque  | Koji Miki          | 117,5 kg RM | Gueorgui Todorov   | 112,5 kg | Atanas Kirov         | 110,0 kg |
| Arremesso | Atanas Kirov       | 147,5 kg    | Gueorgui Todorov   | 142,5 kg | Karel Prohl          | 142,5 kg |
| Total     | Atanas Kirov       | 257,5 kg RM | Gueorgui Todorov   | 255,0 kg | Koji Miki            | 252,5 kg |
| 60 kg     |                    |             |                    |          |                      |          |
| Arranque  | János Benedek      | 122,5 kg    | Dito Chanidze      | 120,0 kg | Kurt Pittner         | 115,0 kg |
| Arremesso | Norair Nurikyan    | 152,5 kg    | Dito Chanidze      | 152,5 kg | Kazumasa Hirai       | 145,0 kg |
| Total     | Dito Chanidze      | 272,5 kg    | Norair Nurikyan    | 267,5 kg | Jan Wojnowski        | 257,5 kg |
| 67,5 kg   |                    |             |                    |          |                      |          |
| Arranque  | Mladen Kuchev      | 132,5 kg    | Mukharbi Kirjinov  | 130,0 kg | Petar Yanev          | 130,0 kg |
| Arremesso | Mukharbi Kirjinov  | 175,0 kg    | Mladen Kuchev      | 170,0 kg | Masao Kato           | 165,0 kg |
| Total     | Mukharbi Kirjinov  | 305,0 kg    | Mladen Kuchev      | 302,5 kg | Petar Yanev          | 292,5 kg |
| 75 kg     |                    |             |                    |          |                      |          |
| Arranque  | Nedelcho Kolev     | 147,5 kg    | Peter Wenzel       | 140,0 kg | Ondrej Hekel         | 137,5 kg |
| Arremesso | Nedelcho Kolev     | 190,0 kg RM | András Stark       | 177,5 kg | Peter Wenzel         | 177,5 kg |
| Total     | Nedelcho Kolev     | 337,5 kg RM | Peter Wenzel       | 317,5 kg | András Stark         | 312,5 kg |
| 82,5 kg   |                    |             |                    |          |                      |          |
| Arranque  | Leif Jenssen       | 160,0 kg    | Vladimir Ryzhenkov | 157,5 kg | Frank Zielecke       | 155,0 kg |
| Arremesso | Frank Zielecke     | 192,5 kg    | Vladimir Ryzhenkov | 192,5 kg | Stefan Sochanski     | 187,5 kg |
| Total     | Vladimir Ryzhenkov | 350,0 kg    | Frank Zielecke     | 347,5 kg | Stefan Sochanski     | 332,5 kg |
| 90 kg     |                    |             |                    |          |                      |          |
| Arranque  | David Riguert      | 165,0 kg    | Andon Nikolov      | 162,5 kg | Peter Petzold        | 160,0 kg |
| Arremesso | Vassili Kolotov    | 202,5 kg    | David Riguert      | 200,0 kg | Peter Petzold        | 197,5 kg |
| Total     | David Riguert      | 365,0 kg    | Vassili Kolotov    | 360,0 kg | Peter Petzold        | 357,5 kg |
| 110 kg    |                    |             |                    |          |                      |          |
| Arranque  | Pavel Pervuchin    | 170,0 kg    | Javier González    | 162,5 kg | Rudolf Strejček      | 157,5 kg |
| Arremesso | Pavel Pervuchin    | 215,0 kg    | Helmut Losch       | 215,0 kg | Javier González      | 200,0 kg |
| Total     | Pavel Pervuchin    | 385,0 kg    | Helmut Losch       | 370,0 kg | Javier González      | 362,5 kg |
| +110 kg   |                    |             |                    |          |                      |          |
| Arranque  | Rudolf Mang        | 180,0 kg    | Vassili Alekseiev  | 177,5 kg | Stanislav Batishchev | 175,0 kg |
| Arremesso | Vassili Alekseiev  | 225,0 kg    | Gerd Bonk          | 222,5 kg | Rudolf Mang          | 220,0 kg |
| Total     | Vassili Alekseiev  | 402,5 kg    | Rudolf Mang        | 400,0 kg | Stanislav Batishchev | 392,5 kg |

↑ RM — RECORDE MUNDIAL

## Quadro de medalhas
Quadro de medalhas no total combinado
| Ordem | País               | Medalha de ouro | Medalha de prata | Medalha de bronze | Total |
| ----- | ------------------ | --------------- | ---------------- | ----------------- | ----- |
| 1     | União Soviética    | 6               | 1                | 1                 | 8     |
| 2     | Bulgária           | 2               | 3                | 1                 | 6     |
| 3     | Irão               | 1               |                  |                   | 1     |
| 4     | Alemanha Oriental  |                 | 3                | 1                 | 4     |
| 5     | Hungria            |                 | 1                | 1                 | 2     |
| 6     | Alemanha Ocidental |                 | 1                |                   | 1     |
| 7     | Polónia            |                 |                  | 3                 | 3     |
| 8     | Cuba               |                 |                  | 1                 | 1     |
|       | Japão              |                 |                  | 1                 | 1     |
| Total | Total              | 9               | 9                | 9                 | 27    |

Quadro de medalhas nos levantamentos + total combinado
| Ordem | País               | Medalha de ouro | Medalha de prata | Medalha de bronze | Total |
| ----- | ------------------ | --------------- | ---------------- | ----------------- | ----- |
| 1     | União Soviética    | 12              | 8                | 2                 | 22    |
| 2     | Bulgária           | 7               | 7                | 3                 | 17    |
| 3     | Japão              | 2               |                  | 3                 | 5     |
| 4     | Irão               | 2               |                  |                   | 2     |
| 5     | Alemanha Oriental  | 1               | 6                | 5                 | 12    |
| 6     | Hungria            | 1               | 3                | 1                 | 5     |
| 7     | Alemanha Ocidental | 1               | 1                | 1                 | 3     |
| 8     | Noruega            | 1               |                  |                   | 1     |
| 9     | Polónia            |                 | 1                | 5                 | 6     |
| 10    | Cuba               |                 | 1                | 2                 | 3     |
| 11    | Tchecoslováquia    |                 |                  | 3                 | 3     |
| 12    | Áustria            |                 |                  | 1                 | 1     |
|       | Roménia            |                 |                  | 1                 | 1     |
| Total | Total              | 18              | 18               | 18                | 54    |